# Conophorus caucasicus
Conophorus caucasicus är en tvåvingeart som beskrevs av Zaitzev 1960. Conophorus caucasicus ingår i släktet Conophorus och familjen svävflugor. Inga underarter finns listade i Catalogue of Life.